# Koekoek (bouwkunde)

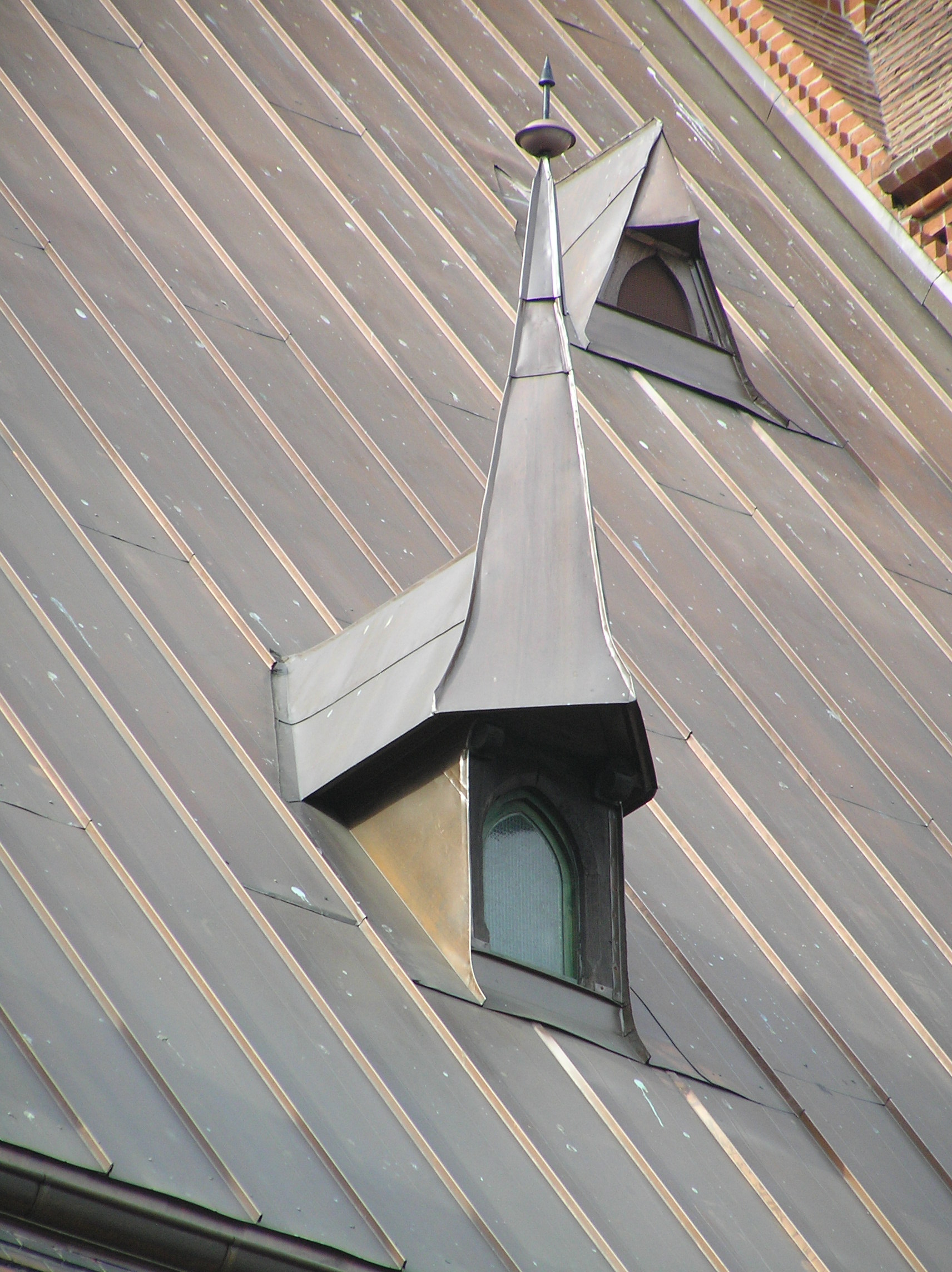
Koekoeken als dakkapelletje

Een koekoek is in de architectuur een bepaalde constructie die dient voor daglichttoetreding en/of ventilatie bij een bouwwerk. Koekoeken kennen verschillende verschijningsvormen en kunnen bij kelders of op daken zijn toegepast.

## Dak
Op daken kent men de koekoek als kleine, hoog aangebrachte dakkapel of als dakkoepel.

## Kelder
Een koekoek is bij kelders in zijn simpelste vorm een uitgebouwde bakconstructie aan een keldermuur of bij een keldergat. Deze bak kan gemetseld, van gewapend beton of van kunststof zijn. De randen steken vaak boven het maaiveld uit om instromen van water via de grond te voorkomen. De bovenkant kan met een rooster worden afgedekt om invallen en inbraak te verhinderen. Het is ook mogelijk om de koekoek aan de onderzijde open te houden, zodat het water via een grindlaag afgevoerd kan worden in de grond.
Een koekoek is nodig wanneer de begane grondvloer op maaiveldhoogte ligt. Bevindt de begane grondvloer zich op een flinke hoogte boven het aangrenzende terrein, dan kan met normale kozijnen worden volstaan, denk aan een souterrain.

### Buitenkoekoek
Een buitenkoekoek is de uitgebouwde bak aan de buitenkant van de keldermuur. Het kozijn bevindt zich onder het niveau van de begane grondvloer. Bij de buitenkoekoek is tevens een afdekking met glazen bouwstenen toepasbaar, dan vervalt de mogelijkheid tot ventileren en heeft een beweegbaar raam geen functie.
Als uitgebouwde bak wordt het ook wel een lichtkolk of vossengat genoemd, een lange doorgaande koekoek ook wel een wolfskuil.

### Binnenkoekoek
Een binnenkoekoek, bij een normale ligging van de begane grondvloer, kan zich bijvoorbeeld onder de trap, vensterbank of het aanrechtkastje bevinden. Op deze manier bevindt er zich geen uitbouw buiten de gevellijn en kan het kozijn ook boven maaiveld worden aangebracht. Wanneer de ruimte het toelaat en ventilatie gevraagd wordt, kan een achterover naar binnen vallend raam worden toegepast, een dergelijk raam geeft de minste inregening.

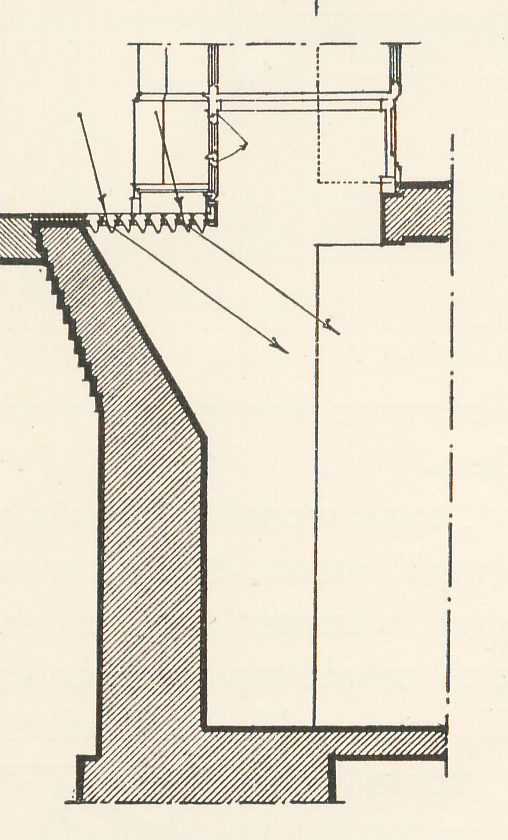
Doorsnede van een kelderkoekoek met de muren en vloeren
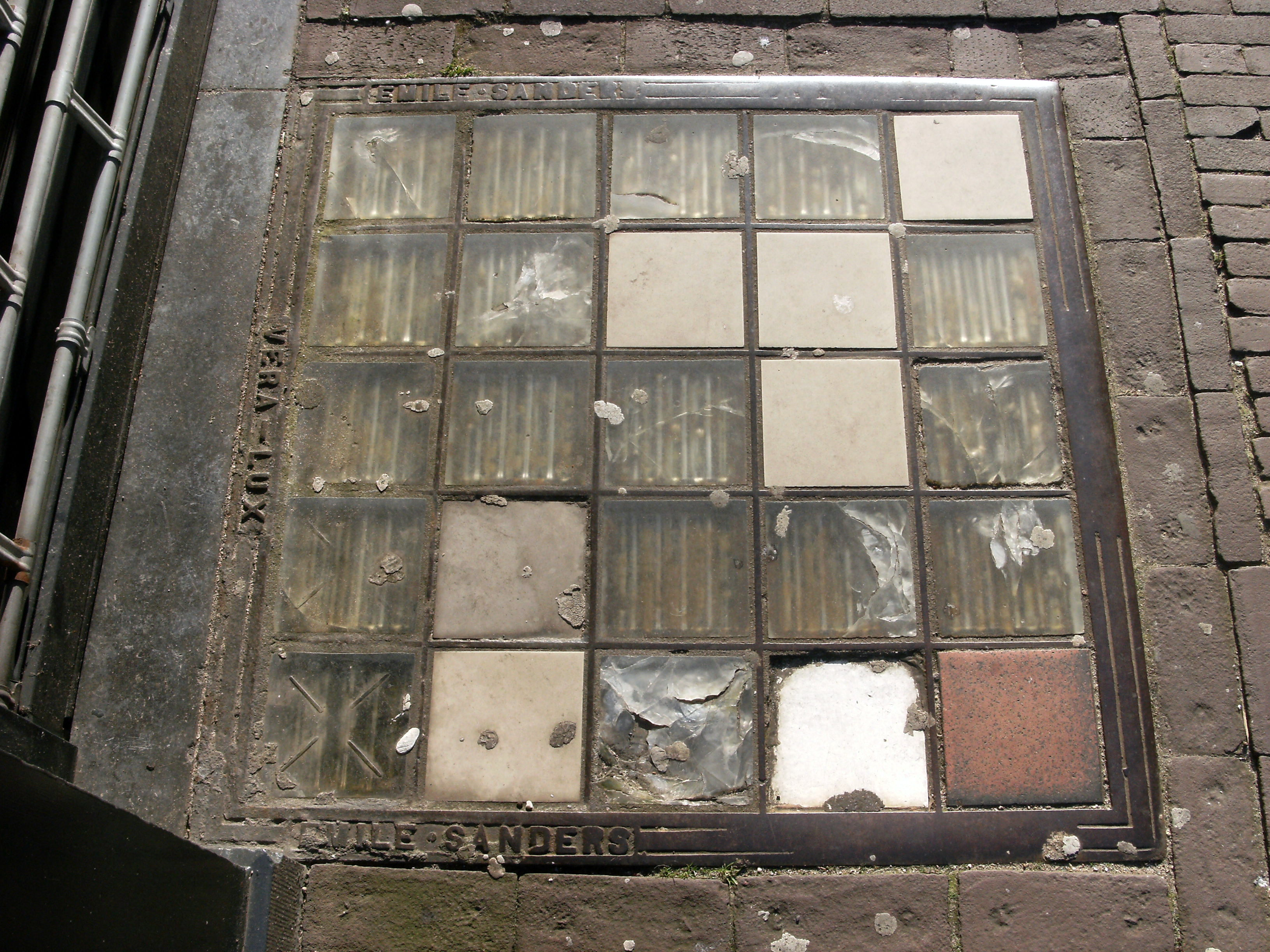
Kelderkoekoek met glazen bouwstenen vanaf de straatzijde gezien
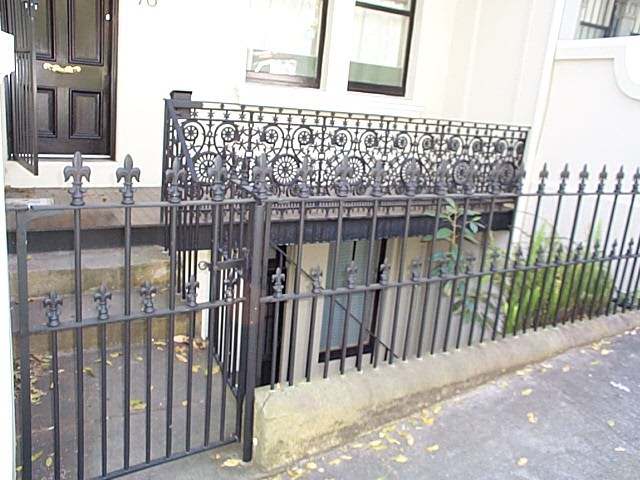
Buitenkoekoek